# Верхне-Туломская ГЭС
Верхне-Туломская ГЭС (Верхнетуломская ГЭС) — гидроэлектростанция на реке Тулома в Мурманской области. Входит в Каскад Туломских и Серебрянских ГЭС (ранее в Каскад Туломских ГЭС) ПАО «ТГК-1». Самая мощная гидроэлектростанция в Северо-Западном регионе России. Одна из пяти гидроэлектростанций России с подземным зданием ГЭС.

## Общие сведения
Строительство ГЭС началось в 1961 году, закончилось в 1966. Первый гидроагрегат пущен в 1964 году, ГЭС принята в промышленную эксплуатацию 27 октября 1965 года. Верхне-Туломская ГЭС представляет собой плотинно-деривационную гидроэлектростанцию с отводящей деривацией (большая часть напора создается плотиной). Установленная мощность электростанции — 300 МВт, среднегодовая выработка электроэнергии — 861,4 млн кВт·ч.
Необычно, что машинный зал гидроэлектростанции находится под землёй, на глубине 50 м под водой. На поверхности расположены административное здание, водоприемник и открытое распределительное устройство.
Состав сооружений ГЭС:
- каменно-земляная плотина с ядром из суглинка длиной 1310 м и наибольшей высотой 46,5 м;
- бетонная водосбросная плотина длиной 47 м и максимальной высотой 29 м[3];
- водосбросной канал длиной 320 м;
- бетонная глухая плотина длиной 62 м и высотой 12 м;
- рыбоход длиной 1960 м с подземным рыбоподъемником (не эксплуатируется, в помещениях устроен рыбзавод);
- устройство для механической перевалки леса (в настоящий момент не действует, частично демонтировано);
- водоприемник;
- четыре тоннельных турбинных водовода длиной по 68 м;
- подземное здание ГЭС длиной 93 м, шириной 19 м и высотой 37 м (монтажная площадка длиной 8,5 м, расстояние между осями гидроагрегатов 18 м);
- отводящий туннель длиной 652 м;
- отводящий канал длиной 1300 м, из которого 270 м проходит в скальной выломке.

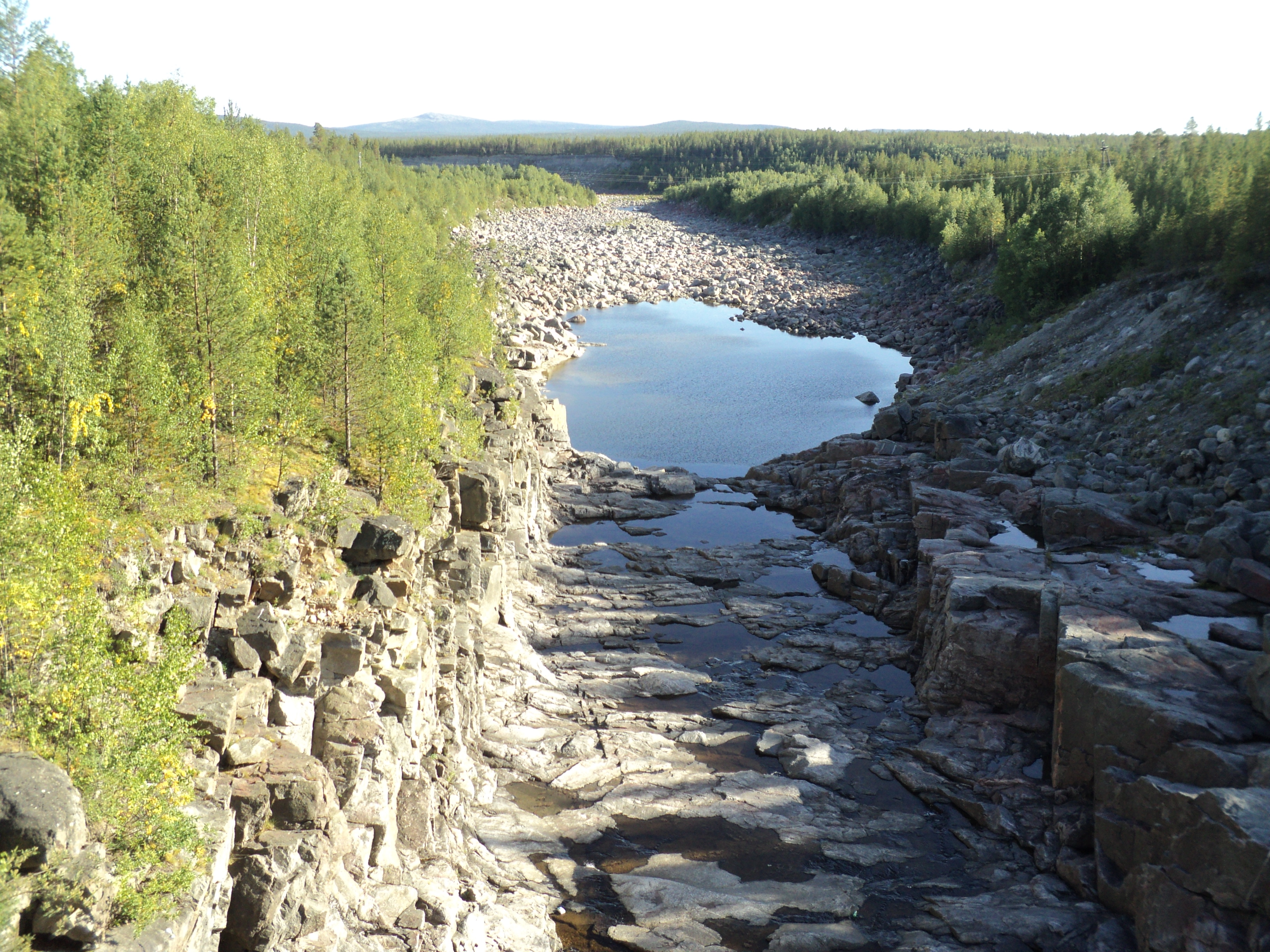
Канал водосброса Верхне-Туломской ГЭС

В здании ГЭС установлено 4 гидроагрегата мощностью по 75 МВт. Агрегаты с поворотно-лопастными турбинами, работающими при расчетном напоре 58,5 м.
Напорные сооружения ГЭС (длина напорного фронта 1,4 км) образуют крупное Верхнетуломское водохранилище площадью 745 км², полной и полезной ёмкостью 11,52 и 3,86 км³. При создании водохранилища было затоплено 200 га сельхозугодий, перенесено 50 строений.
ГЭС спроектирована институтом «Ленгидропроект», построена финской фирмой «Иматран-Войма».
ГЭС построена финскими строителями. В строительстве ГЭС участвовали до 3300 финских рабочих. Был построен поселок с развитой инфраструктурой: жилые дома коттеджного типа, школа, детский сад, стадион, электрокотельная, баня, прачечная, гостиница, магазины, пожарная часть, очистные сооружения.
Верхне-Туломская ГЭС входит в состав ПАО «ТГК-1» с 2005 года.

## Экономическое значение
Верхне-Туломская ГЭС играет ключевую роль в энергосистеме Мурманской области, являясь основной регулирующей станцией. До 1975 года станция выполняла роль регулятора частоты в Кольской энергосистеме. Сегодня она участвует в схеме автоматического регулирования передачи электроэнергии в Карелию и выполняет функцию быстро вводимого резерва для северного энергетического района. Линии электропередач соединяют ГЭС с Мурманском, населенными пунктами и предприятиями Печенгского и Кольского районов.
В 2018 году стартовал и в 2023 году завершился проект по модернизации Верхне-Туломской ГЭС: замене гидрогенерирующего (турбины, генераторы) и электротехнического оборудования (выключатели, разъединители, трансформаторы) всех гидроагрегатов с увеличением мощности каждого гидроагрегата на 8 МВт, а также установке новых систем регулирования и управления.

## Последствия строительства ГЭС
При затоплении озера Нотозеро в 1965 году ушли под воду 60 поселений (некоторые были нежилыми), таких как Устье Лотта, Лутто (Лотта), Ниванкюля, Сонгельск, Ристикент, Новый, Вага губа, Кеньтиши и др.
Рыбоход Верхне-Туломской ГЭС оказался неудачным и не эксплуатируется, из-за полного истребления людьми семги (верхнетуломского стада), проходившей по рыбоходу в период нереста.
В 1992 году в подземном транспортном туннеле Верхне-Туломской ГЭС был размещен рыборазводный завод, специально разработанный под данные условия, использующий теплую воду из системы охлаждения генератора и теплый воздух из машинного зала. Строительство осуществляла финская фирма «Атри». Завод включает инкубационный цех из 28 бассейнов, где выращиваются мальки, и цех маточного стада. При достижении определённого веса мальки продаются рыбным хозяйствам, преимущественно в Мурманской области и Республике Карелии.